# Feixisme clerical
El feixisme clerical és una ideologia que combina les doctrines polítiques i econòmiques del feixisme amb elclericalisme. El terme s'ha utilitzat per descriure organitzacions i moviments que combinen elements religiosos amb el feixisme, reben suport d'organitzacions religioses que defensen la simpatia pel feixisme o règims feixistes en què el clergat té un paper protagonista.

## Història
El terme feixisme clerical va sorgir a principis dels anys vint al Regne d'Itàlia, fent referència a la facció del Partit Popular Italià catòlic romà que donava suport a Benito Mussolini i al seu règim; suposadament va ser encunyat per Don Luigi Sturzo, un sacerdot i líder demòcrata cristià que es va oposar a Mussolini i es va exiliar el 1924, encara que el terme també s'havia utilitzat abans de la Marxa de Mussolini sobre Roma el 1922 per referir-se als catòlics del nord d'Itàlia que defensava una síntesi del catolicisme romà i el feixisme.
Sturzo va fer una distinció entre els «filofeixistes», que van abandonar el PPI catòlic el 1921 i el 1922, i els «feixistes clericals» que es van quedar al partit després de la Marxa sobre Roma, preconitzant la col·laboració amb el govern feixista. Finalment, aquest darrer grup va confluir amb Mussolini, abandonant el PPI el 1923 i creant el Centre Nacional Italià. El PPI va ser dissolt pel règim feixista el 1926.
Des d'aleshores, el terme ha estat utilitzat pels estudiosos que busquen contrastar el feixisme clerical autoritari- conservador amb variants més radicals. Els feixistes cristians se centren en la política religiosa interna, com ara l'aprovació de lleis i regulacions que reflecteixin la seva visió del cristianisme. Formes radicalitzades de feixisme cristià o feixisme clerical estaven sorgint a l'extrema dreta de l'espectre polític en alguns països europeus durant el període d'entreguerres de la primera meitat del segle xx.

### Itàlia feixista

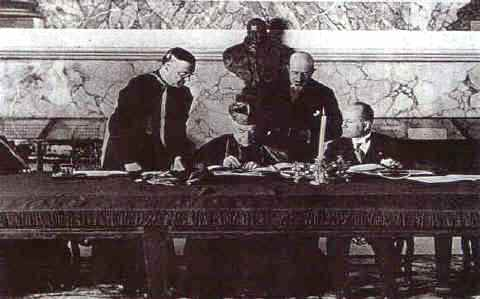
Mussolini (extrema dreta) signant el Tractat del Laterà (Ciutat del Vaticà, 11 de febrer de 1929)

El 1870 el nou Regne d'Itàlia va annexionar la resta d'Estats Pontificis, privant el Papa del seu poder temporal. Tanmateix, al Tractat del Laterà de 1929, Mussolini va reconèixer el Papa com a governant sobirà de l'estat de la Ciutat del Vaticà, i el catolicisme romà es va convertir en la religió d'estat de la Itàlia feixista.
El març de 1929 es va celebrar un plebiscit a escala nacional per aprovar públicament el Tractat del Laterà. Els opositors es van veure intimidats pel règim feixista: l'organització d'Acció Catòlica (Azione Cattolica) i Mussolini van afirmar que els vots en contra eren d'aquells «pocs anticlericals mal aconsellats que es neguen a acceptar els Pactes del Laterà». Van votar prop de nou milions d'italians, o el 90% de l'electorat registrat, i només 136.000 van votar-hi en contra.
Gairebé immediatament després de la signatura del Tractat, les relacions entre Mussolini i l'Església van empitjorar. Mussolini «es va referir al catolicisme, en l'origen, com una secta menor que s'havia estès més enllà de Palestina només perquè s'empeltava a l'organització de l'imperi romà». Després del tractat, «va confiscar més números de diaris catòlics en els tres mesos següents que en els set anys anteriors». Mussolini va estar a prop de ser excomunicat de l'Església catòlica en aquesta època.
El 1938, el règim feixista va promulgar les lleis racials italianes i el Manifest de la raça per perseguir els jueus italians així com els cristians protestants especialment els evangèlics i elspentecostals. Milers de jueus italians i un petit nombre de protestants van morir als camps de concentració nazis. El gener de 1939, El Jewish National Monthly informa que «l'únic punt brillant a Itàlia ha estat el Vaticà, on s'han emès regularment bones declaracions humanitàries del Papa». El papa Pius XI va admetre personalment el professor Vito Volterra, un famós matemàtic jueu italià expulsat del seu càrrec pel règim, a la Pontifícia Acadèmia de les Ciències.
Malgrat l'estreta aliança de Mussolini amb l'Alemanya de Hitler, Itàlia no va adoptar completament la ideologia genocida del nazisme cap als jueus. Els nazis es van veure frustrats per la negativa de les autoritats italianes a cooperar en les batudes de jueus, i cap jueu va ser deportat abans de la formació de la República Social Italiana després de l'armistici de Cassibile. A l'Estat Independent de Croàcia ocupat per italià, l'enviat alemany Siegfried Kasche va informar a Berlín que les forces italianes havien estat «aparentment influenciades» per l'oposició del Vaticà a l'antisemitisme alemany. A mesura que el sentiment anti-Eix va créixer a Itàlia, l'ús de la ràdio Vaticana per difondre la desaprovació papal de l'assassinat racial i l'antisemitisme va enfadar els nazis. Quan Mussolini va ser enderrocat el juliol de 1943, els alemanys es van traslladar a ocupar Itàlia i van començar a fer batudes de jueus.
Al voltant del 4% de les forces de la Resistència eren organitzacions formalment catòliques, però els catòlics dominaven altres «grups independents» com els partidaris de Fiamme Verdi i Osoppo, i també hi havia militants catòlics a les Brigades Garibaldi, com Benigno Zaccagnini, que més tard en seria el líder polític demòcrata cristià. Al nord d'Itàlia, les tensions entre catòlics i comunistes en el moviment van portar als catòlics a formar la Fiamme Verdi com una brigada separada dels demòcrates cristians. Després de la guerra, les divisions ideològiques entre antics partisans van tornar a sorgir, convertint-se en un segell distintiu de la política italiana de postguerra.

## Exemples de feixisme clerical

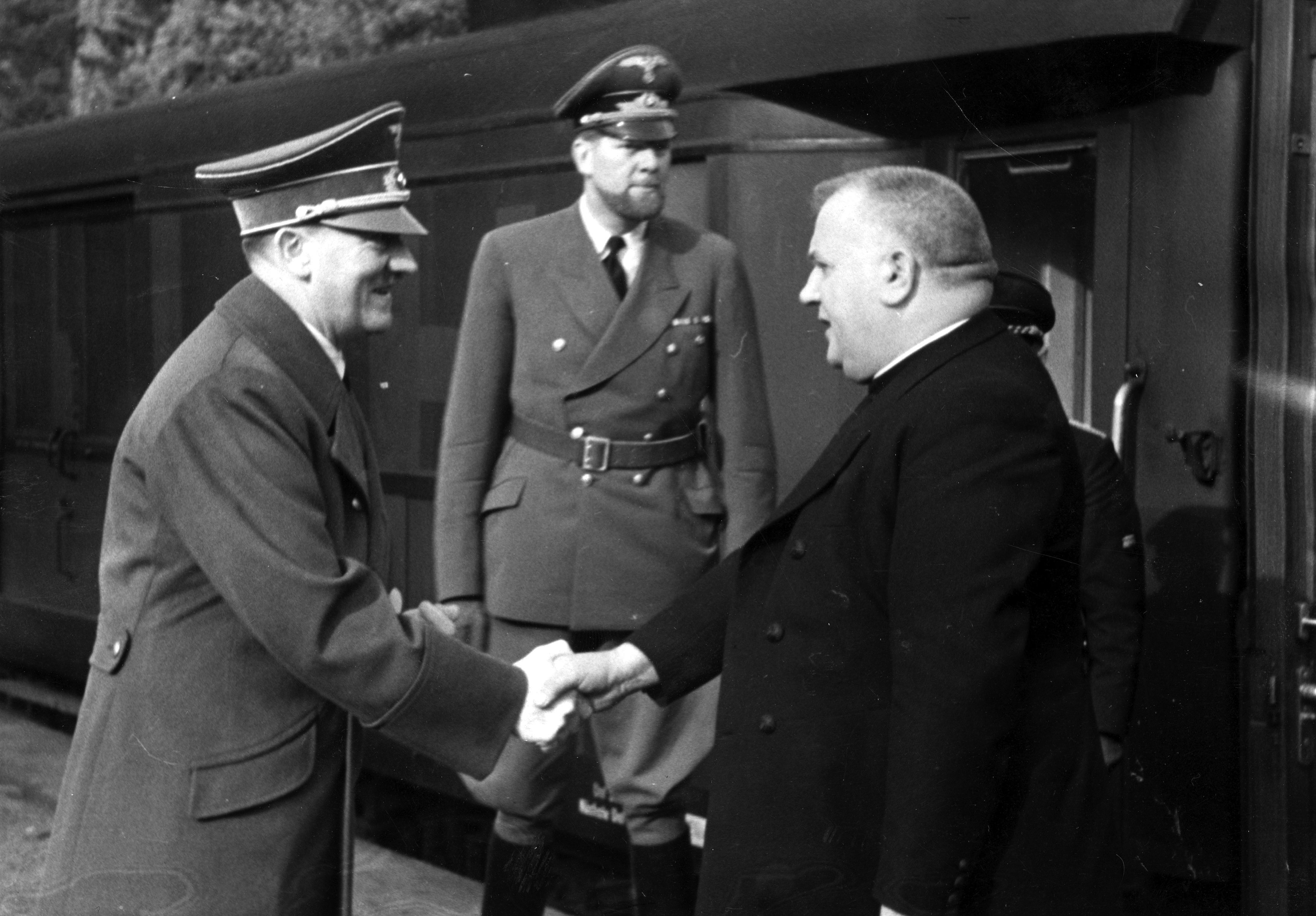
El sacerdot catòlic Jozef Tiso (dreta), que era president de la República Eslovaca, un estat satèl·lit de l'Alemanya nazi.

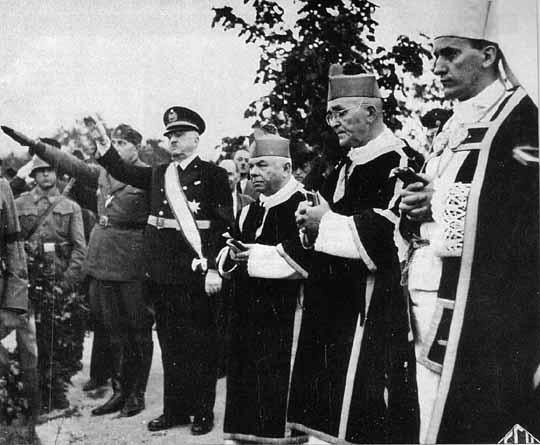
Prelats catòlics dirigits per l'arquebisbe Aloysius Stepinac al funeral de Marko Došen, un dels principals dirigents d'Ustaše, el setembre de 1944.

Alguns exemples de moviments polítics que impliquen certs elements del feixisme clerical inclouen:
- El Front Patriòtic a Àustria liderat pels cancellers catòlics austríacs Engelbert Dollfuss i Kurt Schuschnigg.
- El Partit Rexista a Bèlgica liderat per Léon Degrelle, catòlic belga.
- L'Acció Integralista Brasilera al Brasil liderada pel catòlic brasiler Plínio Salgado.
- El moviment Ústaixa liderat per Poglavnik i el primer ministre Ante Pavelić a l'Estat Independent de Croàcia[24] i el seu suport de l'Església catòlica croata.
- El Moviment Lapua i el Moviment Popular Patriòtic (IKL) a Finlàndia dirigits pels luterans (körtti) Vihtori Kosola i Vilho Annala respectivament. El pastor Elias Simojoki va dirigir l'organització juvenil de l'IKL, els Sinimustat (blau i negres).
- Els cristians alemanys del Partit Nazi a l'Alemanya nazi liderats per Ludwig Müller que van intentar unificar els protestants alemanys durant el Kirchenkampf, però no ho van aconseguir.
- El metaxisme i el règim del 4 d'agost a Grècia que va ser liderat per Ioannis Metaxàs i va donar suport a l'Església ortodoxa grega.
- La Unió Nacional Sinarquista a Mèxic dirigida pel catòlic mexicà José Antonio Urquiza abans del seu assassinat el 1938, va ser un renaixement de la reacció catòlica que va impulsar la Guerra Cristera; a mitjan segle el moviment esdevindria el centre d'una teoria conspirativa que al·legava la seva infiltració en diverses institucions sota el nom d'El Yunque.
- El Partit Dominicà a la República Dominicana liderat pel dictador dominicà Rafael Trujillo recolzat per l'Església catòlica fins al seu assassinat el 1961.
- El Camp Nacional Radical de Polònia dirigit per Boleslaw Piasecki, Henryk Rossman, Tadeusz Gluzinski i Jan Mosdorf que va incorporar molt el catolicisme polonès a la seva ideologia, especialment la facció falangista.
- La Unió Nacional a Portugal liderada pels primers ministres António de Oliveira Salazar i Marcelo Caetano.
- La Lliga de Defensa Nacional-Cristiana / Guàrdia de Ferro de Romania, que estava dirigida pel devot ortodox romanès Corneliu Zelea Codreanu.
- L'Acció Sèrbia, moviment ultranacionalista i feixista clerical,[25] actiu a Sèrbia des de 2010.[26]
- El Partit Popular Eslovac (Ľudaks) a Eslovàquia dirigit pel president Jozef Tiso, un sacerdot catòlic.
- La FET i de las JONS d' Espanya dirigida pel catòlic espanyol Francisco Franco, que es va convertir en nacionalcatolicisme.
- La Silver Legion of America als Estats Units dirigida per William Dudley Pelley que combinava el cristianisme americà (específicament el protestantisme) amb el nacionalisme blanc americà.

La Unió Nacional a Portugal liderada pels primers ministres António de Oliveira Salazar i Marcelo Caetano no és considerada feixista per historiadors com Stanley G. Payne, Thomas Gerard Gallagher, Juan José Linz, António Costa Pinto, Roger Griffin, Robert Paxton i Howard J. Wiarda, encara que és considerat feixista per historiadors com Manuel de Lucena, Jorge Pais de Sousa, Manuel Loff i Hermínio Martins. Una de les accions de Salazar va ser prohibir els nacionalsindicalistes/feixistes. Salazar es va distanciar del feixisme i del nazisme, que va criticar com un «cesarisme pagà» que no reconeixia límits ni legals ni morals.
De la mateixa manera, el Front Patriòtic a Àustria liderat pels cancellers catòlics austríacs Engelbert Dollfuss i Kurt Schuschnigg sovint no es considera un partit totalment feixista. S'ha anomenat semifeixista i fins i tot feixista d'imitació. Dollfuss va ser assassinat pels nazis, afusellat a la seva oficina per les SS i deixat morir de sang. El seu règim va rebre inicialment el suport de la Itàlia feixista, que va formar el Front de Stresa amb el Regne Unit i França.
No obstant això, els estudiosos que accepten l'ús del terme feixisme clerical debaten quin dels exemples enumerats s'hauria d'anomenar «feixista clerical», sent l'Ústaixa el més àmpliament inclòs. En els exemples citats anteriorment, el grau de suport catòlic oficial i la influència clerical sobre la legislació i el govern varia. A més, diversos autors rebutgen el concepte de règim feixista clerical, argumentant que tot un règim feixista no esdevé «clerical» si hi ha elements del clergat li donen suport, mentre que altres no estan disposats a utilitzar el terme «feixisme clerical» fora del context d'allò que anomenen l'època feixista, entre els finals de les dues guerres mundials (1918–1945).
Alguns estudiosos consideren que certs moviments contemporanis són formes de feixisme clerical, com la Identitat Cristiana i el Reconstruccionisme cristià als Estats Units; «la forma més virulenta» del fonamentalisme islàmic, l'islamisme; i el nacionalisme hindú militant a l'Índia.
El teòric polític Roger Griffin adverteix contra la «hiperinflació del feixisme clerical». Segons Griffin, l'ús del terme «feixisme clerical» s'hauria de limitar a «les formes peculiars de política que sorgeixen quan els clergues religiosos i els teòlegs professionals es veuen atrets a la connivència amb la ideologia secular del feixisme (un fet particularment comú) a l'Europa d'entreguerres); o, més rarament, aconseguir barrejar un còctel teològicament il·lícit de creences religioses profundes amb un compromís feixista per salvar la nació o la raça de la decadència o el col·lapse». Griffin afegeix que el «feixisme clerical» «mai s'ha d'utilitzar per caracteritzar un moviment polític o tot un règim, ja que pot ser com a molt una facció dins del feixisme», mentre que defineix el feixisme com «una variant revolucionària i laica d'ultranacionalisme inclinat al renaixement total de la societat mitjançant l'acció humana».
En el cas de l'Estat eslovac, alguns estudiosos han rebutjat l'ús del terme feixisme clerical com a etiqueta per al règim i han rebutjat especialment el seu ús com a etiqueta per a Jozef Tiso. L'historiador eslovac Ľubomír Lipták ha argumentat que el feixisme clerical és semblant al judeobolxevisme perquè tots dos moviments buscaven mútuament «comprometre un [component] amb l'altre».